# Тетрастаннид пентанеодима
Тетрастаннид пентанеодима (триоловопентанеодим) — бинарное неорганическое соединение
неодима и олова
с формулой Nd5Sn4,
кристаллы.

## Получение
- Сплавление стехиометрических количеств чистых веществ:

{\displaystyle {\mathsf {5Nd+4Sn\ {\xrightarrow {1558^{o}C}}\ Nd_{5}Sn_{4}}}}

## Физические свойства
Тетрастаннид пентанеодима образует кристаллы
ромбической сингонии,
пространственная группа P nma,
параметры ячейки a = 0,8282 нм, b = 1,584 нм, c = 0,8376 нм, Z = 4,
структура типа пентасамарийтетрагермания Ge4Sm5
.
Соединение образуется по перитектической реакции при температуре 1558°С .
При температуре 67 К соединение переходит в ферромагнитное состояние .